# クーロン・テクノロジーズ

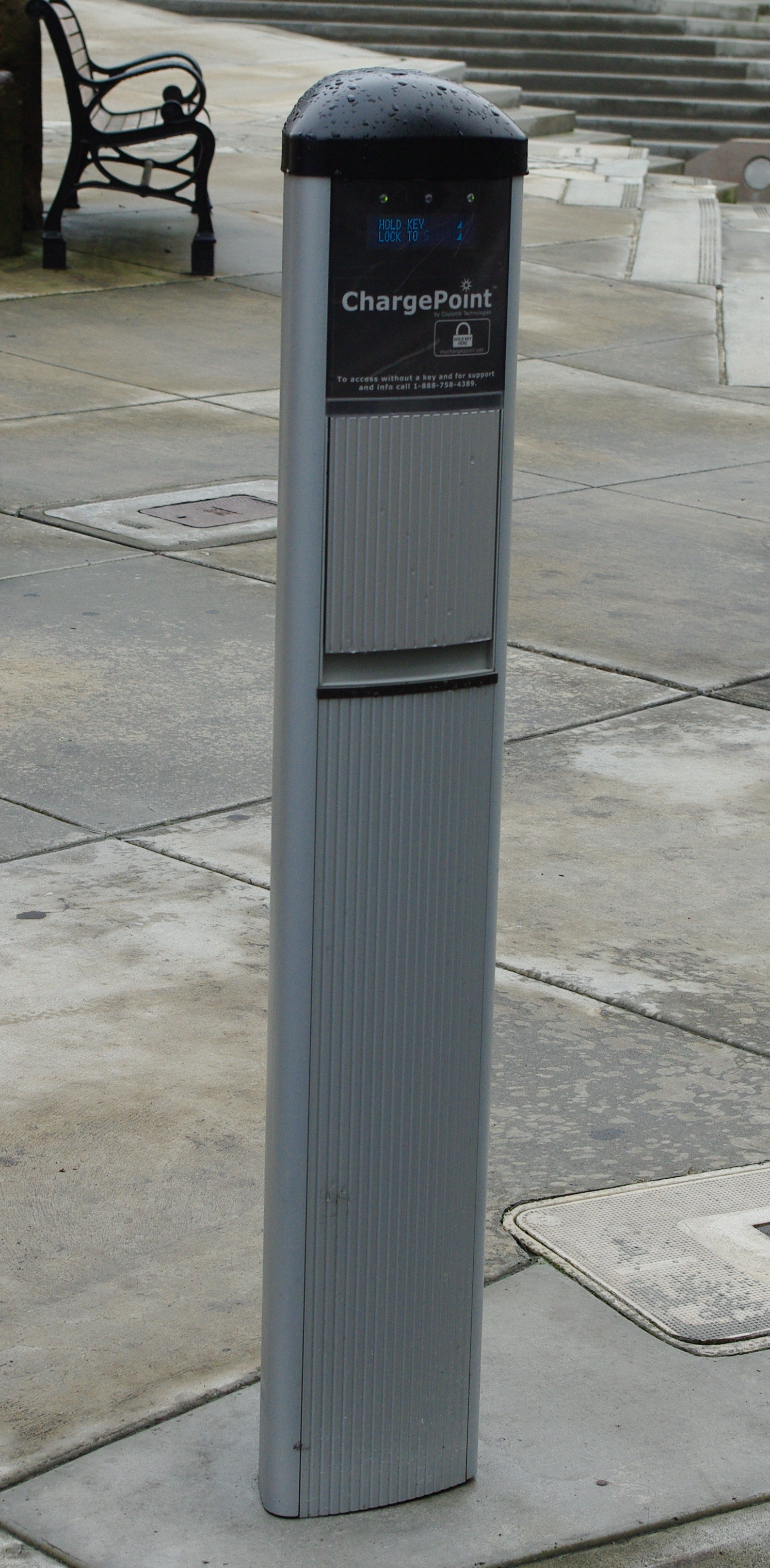
オレゴン州ヒルズボロにあるヒルズボロ市民センターのChargePoint公共充電ステーション。

クーロン・テクノロジーズ（Coulomb Technologies; CT）は、カリフォルニア州キャンベルを拠点とするEVインフラストラクチャー企業である。クーロン・テクノロジーズは2007年にリチャード・ローエンタール（CEO）とプラヴィーン・マンダルにより創設された。
ドイツベルリンにあるEstag Capital AGのベンチャーの1つである365 Energy Group が代表を務めるクーロンのヨーロッパ本部の開設に伴う、ヨーロッパ、中東、アフリカへの拡大が公表された。 クーロン・テクノロジーズのChargePoint公共充電ステーションは既にオーストラリアにある。
CTはChargePoint Networked Charging Stationsを提供する。またCT ChargePointネットワークに含むのは、公共充電ステーション、利用者定額プラン、電気事業会社が送電網の電力需要を円滑にする実用的送電網の運営技術である。

## パートナーシップ
フォード・モーター社は、クーロン・テクノロジーズとパートナーになり、Ford Blue Oval ChargePoint Programの下で、その自動車メーカーの最初の電気自動車利用客のための無料の家庭内充電ステーションを5000近く供給する予定である。
クーロンはグリッドポイントとAker WadeとのLevel III急速充電ステーションのためのパートナーシップを発表した。